# Route nationale 721
Pour les articles homonymes, voir Route 721.
La route nationale 721 ou RN 721 était une route nationale française reliant Étampes à La Ferté-Saint-Aubin. À la suite de la réforme de 1972, elle a été déclassée en RD 721 dans l'Essonne et en RD 921 dans le Loiret.

## Ancien tracé d'Étampes à la Ferté-Saint-Aubin (D 721 et D 921)
- Étampes
- Sermaises
- Pithiviers
- Ascoux
- Bouzonville-aux-Bois
- Fay-aux-Loges
- Saint-Denis-de-l'Hôtel
- Jargeau
- Marcilly-en-Villette
- La Ferté-Saint-Aubin